# Nick Carter (zanger)
Nickolas Gene Carter (Jamestown, New York, 28 januari 1980) is een Amerikaans popzanger en acteur, bekend als een van de Backstreet Boys, waar hij sinds 1993 deel van uitmaakt.

## Biografie

### Eerste jaren en het begin van de Backstreet Boys
Nick Carter werd in Jamestown geboren als de zoon van Bob en Jane Carter. Hij heeft Blackfoot-Amerikaanse, Joodse, Duitse, Spaanse en Ierse voorouders. Hij heeft drie zussen en een broer: Bobbie Jean (overl. 2023) en Leslie (overl. 2012) en de tweeling Angel en Aaron (overl. 2022). Uit een eerder huwelijk kreeg zijn vader een dochter, Carters oudere halfzus Ginger, en uit een later huwelijk van zijn vader kreeg Carter zijn stiefzus Taelyn en halfbroer Kanden.
Op het moment dat hij werd geboren, runden zijn ouders een club in Westfield, New York; een aantal jaren later verhuisden ze naar Tampa, Florida, waar ze een bejaardenhuis opzette. Gedurende die periode kreeg Carter zijn broers en zussen erbij. Aan het begin van de jaren 90 deed hij auditie voor verschillende rollen en was hij te zien in veel reclames en - met een kleine bijrol - in de film Edward Scissorhands uit 1990. Tijdens de audities ontmoette hij AJ McLean en Howie Dorough en ze werden vrienden. Later vormden ze een klein zanggroepje en ze gingen op zoek naar een manager. Deze vonden ze in Lou Pearlman, die het handig leek om naar een vierde lid op zoek te gaan. Kevin Richardson die zijn neef Brian Littrell meebracht werd benaderd en de groep was compleet, met vijf leden. In het begin was de groep geen succes in de Verenigde Staten, hoewel de eerste single, "We've Got It Goin' On" een hit werd bij de radiostations in Orlando. Lou zorgde ervoor dat de Backstreet Boys bekendheid kregen in Europa, waar ze vanaf 1996 een groot commercieel succes werden. Vandaag de dag heeft Carter samen met de groep meer dan 80 miljoen albums verkocht.

### Jaren 90: succes en bekendheid
De Backstreet Boys werden immens populair in Europa en in de Verenigde Staten aan het einde van de jaren 90, en Carter werd beroemd. Hij is de jongste en sloot zich op twaalfjarige leeftijd aan bij de groep. Tijdens hun tournees speelde hij de drums en gitaar. Hij werd een belangrijke leadzanger in de groep, hoewel alle leden op ieder album ongeveer evenveel zingen.
In 1999 stond hij op de eerste plaats in de lijst "Hottest Under 21" (Heetste Onder de 21") van het Teen Scene Magazine en werd hij "The Biggest Teen Idol" ("Het Grootste Tieneridool") genoemd door het Teen People Magazine. In 2000 stond hij in de lijst "50 Most Beautiful People in the World" ("50 Meest Knappe Personen ter Wereld") van het tijdschrift People. Zijn bekendheid hielp zijn broer Aaron aan een carrière, die heeft getoerd met Wil Heuser en KC & the Sunshine Band.

### Jaren 00: solocarrière
In 2002 begon hij een carrière als soloartiest, toen zijn eerste album "Now or Never" uitkwam. Dit album behaalde de 17e positie in de Billboard 200 en kreeg goud. In datzelfde jaar werd hij betiteld als "The Sexiest Man in the World" ("De Meest Sexy Man ter Wereld") door het tijdschrift CosmoGirl, dat een poll had gehouden onder haar lezers. Ook acteerde hij weer: hij was naast Kevin Zegers te zien in de horrorfilm The Hollow uit 2004 en zou spelen in een andere horrorfilm, maar dat project werd uiteindelijk afgeblazen.
Carter ging opnieuw op tournee met de Backstreet Boys, die op dat moment bezig waren met de promotie van hun nieuwe album "Never Gone". Dit album kwam op de 3e plaats in de Billboard 200 en kreeg platina. "Never Gone" zorgde ervoor dat de groep hun 80 miljoenste album verkocht over de hele wereld. Aan het einde van 2005 maakten ze een tournee door Europa.
In 2007 kwam hun nieuwe album 'Unbreakable' uit, en daarop volgde wederom een wereldtour.
Dit keer echter zonder kevin Richardson, die in 2006 besloot de band te verlaten. Echter zonder ruzie, de deur blijft altijd open staan voor hem.
In 2009 kwam alweer het 7e studioalbum van de boys uit, "This is us" , en ook daarop volgde weer een succesvolle wereldtour.
Samen met zijn broers en zussen was hij te zien in de realityserie House of Carters dat in oktober 2006 voor het eerst werd uitgezonden op de televisiezender E!. De serie toont alle vijf de Carters en hun leven, waarbij hoogte- en dieptepunten en mooie en ontroerende momenten aan bod komen.
Op 2 februari 2011 kwam zijn langverwachte tweede soloalbum uit, getiteld I'm Taking Off, waarvan "Just One Kiss" de eerste single is.

### Privéleven
Carter heeft sinds eind 2008 een relatie met Lauren Kitt. Ze verloofden zich in februari 2013 en trouwden op 12 april 2014. In 2016 kregen ze een zoon. In 2019 een dochter en in 2021 nog een dochter.

## Discografie

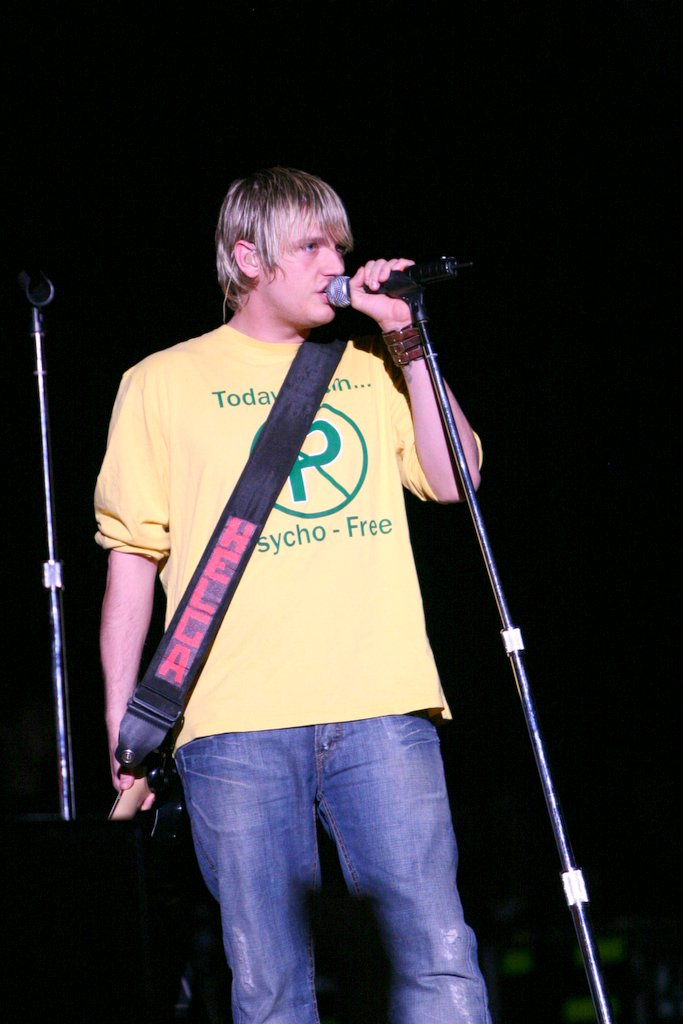
Nick Carter in december 2005.

### Albums
| Album met eventuele hitnotering(en) in de Nederlandse Album Top 100 | Datum van verschijnen | Datum van binnenkomst | Hoogste positie | Aantal weken | Opmerkingen       |
| ------------------------------------------------------------------- | --------------------- | --------------------- | --------------- | ------------ | ----------------- |
| Before the Backstreet Boys 1989-1993                                | 01-10-2002            | -                     | -               | -            |                   |
| Now or Never                                                        | 28-10-2002            | 09-11-2002            | 41              | 3            |                   |
| I'm Taking Off                                                      | 02-02-2011            | -                     | -               | -            |                   |
| Nick & Knight                                                       | 02-09-2014            | -                     | -               | -            | met Jordan Knight |

### Singles
| Single met eventuele hitnotering(en) in de Nederlandse Top 40 | Datum van verschijnen | Datum van binnenkomst | Hoogste positie | Aantal weken | Opmerkingen               |
| ------------------------------------------------------------- | --------------------- | --------------------- | --------------- | ------------ | ------------------------- |
| Help Me                                                       | 07-10-2002            | 26-10-2002            | 30              | 3            | Nr. 24 in de Mega Top 100 |
| Do I Have to Cry for You                                      | 2002                  | -                     | -               | -            |                           |
| I Got You                                                     | 12-2002               | 25-01-2003            | tip13           | -            | Nr. 71 in de Mega Top 100 |
| Just One Kiss                                                 | 29-04-2011            | -                     | -               | -            |                           |
| Burning Up                                                    | 11-2011               | -                     | -               | -            |                           |

### Soundtracks
- Blow Your Mind - Soundtrack voor The Hollow

## Filmografie
- 1990 - Edward Scissorhands - Buurtbewoner (niet vermeld)
- 2004 - The Hollow - Brody
- 2004 - (Brew)
- 2010 -  Kill Speed - Foreman